# 山口良治
山口 良治（やまぐち よしはる、1943年2月15日 - ）は、日本のラグビー指導者で元日本代表。
京都市立伏見工業高等学校ラグビー部総監督であり、1984年のTBS系土曜21時台のテレビドラマ『スクール☆ウォーズ』（馬場信浩原作）の主人公の滝沢賢治のモデルとなった教師でもあった（科目は体育）。福井県立若狭農林高等学校、日本大学から日本体育大学体育学部体育学科へ転入して卒業、現在は環太平洋大学の総監督を務めている。愛称は「泣き虫先生」。阪神タイガースOBの川藤幸三は高校の後輩であり親交が有り親友である。

## 来歴・人物

### 誕生から高校時代
福井県三方郡南西郷村（現・美浜町）に生まれる。
小学校1年生の時に母親と死別し、父子家庭で育つが、「いろいろな先生に大事にしてもらった」経験から教師の道を目指す。
中学校時代には甲子園で見たプロ野球に魅せられ、野球部に所属。キャッチャーであり、主将も務めることとなった。
その後、役場か農協での勤務を希望した父の勧めで、福井県立若狭高等学校土木科に進学するも、高校が若狭農林高等学校へと改組し、野球部も廃部された。そのため甲子園出場の夢が途絶え、その後は先輩の勧めでラグビー部に所属した。

### 大学時代
大学は名将芳村正忠監督が率いる強豪日本大学に進学するもハードな練習に挫折し、上級生の理不尽なしごきに不満を抱いていた事もあり、体育科教師に目標を転向して休部した。しかし勉強もせずに堕落した生活を送っていたという。
その後、一念発起して教員養成では定評がある日本体育大学への転校を決意し、芳村監督から激励の言葉と日体大ラグビー部の綿井永寿（監督、のち日体大学長）への推薦状を貰い、日体大の2年次に編入学試験を受け合格する。日大より更にハードな練習に挫折しそうになるも、人並み外れた努力で頭角を現し、100人以上いる部員の中で4軍から1軍にまで昇格し、関東選抜に選ばれるまでに至った。在学中に帰省した折に、母校の中学校野球部が人手不足と聞いて、小学校6年だった少年をむりやりチームに引き込んだ。これが後のプロ野球選手川藤幸三である。

### 教師・現役選手時代
大学を卒業し、岐阜県立長良高等学校、岐阜県立岐阜工業高等学校へ教師として赴任し、1966年にラグビー日本代表に選出された。翌年、京都市教育委員会へ転任。1968年のニュージーランド遠征、1971年の対イングランド戦、1973年の英仏遠征など数々の国際試合に出場し、名フランカー、名キッカーとしてアジア競技大会優勝に2度導くなど1974年の現役引退まで活躍した。ニュージーランド遠征については「当時の日本代表はFLでもBK並の走力が要求されましたが、ちょうど大きな外国人に対抗するには少しはサイズのある選手も必要と言われた時期でした。私はゴールキックも蹴れたので選んでいただいた」と後年話しており、イングランド戦に関しては「それまで日本に来征してきたのは、観光半分のチームが多かったでしょう。でも、イングランドは違った。圧力が本物でした。日本の得点チャンスも数えるほどでしかなかったですから」と語っている。英仏遠征は「ホテルも一流で、何でもサインでOK。ルームナンバーを書けばいい。驚きましたね。夜はいろんなパーティーに呼ばれる、テストマッチ以外の州代表戦も苦労しました。相手チームのメンバーも皆代表になりたいから必死です」と振り返っている。現役時代に自身を含めて当時の日本代表が動き回るラグビーを行っていたことから、2016年のインタビューではやたらと正面からぶつかる日本のラグビー界の風潮を批判している。

### 教師・監督時代
山口は1975年に京都市立伏見工業高等学校（伏工）ラグビー部の監督に就任したが、当初は京都一を目指して意気込む山口に部員達は反発し、大阪体育大学浪商高等学校・大阪府立枚方高等学校との練習試合をボイコットした。しかし1975年5月17日（土曜日）の京都府春季総合体育大会で京都の名門花園高等学校に112対0の大敗を喫し、その悔しさから部員達は努力を重ね、翌年1976年6月5日（土曜日）、同大会決勝で花園高等学校を18対12で破り初優勝を果たした。以後、山口の率いる伏工ラグビー部は常勝軍団に生まれ変わり監督就任中では、
- 1978年 近畿大会で準優勝
- 1979年 全国大会ベスト8
- 1980年 国体優勝（大工大高と引き分け、両校優勝）、全国大会優勝
- 1981年 近畿大会準優勝
- 1982年 近畿大会優勝、全国大会3位
- 1983年 近畿大会優勝、全国大会ベスト8
- 1986年 近畿大会優勝
- 1987年 国体優勝、全国大会ベスト8
- 1988年 国体3位
- 1989年 国体優勝
- 1991年 近畿大会優勝
- 1992年 近畿大会優勝
- 1992年 全国大会優勝
- 1998年 全国大会準優勝

監督退任後でも、
- 2000年 全国大会優勝
- 2005年 全国大会優勝
- 2007年 選抜大会優勝
- 2008年 全国大会準優勝

などの成績を残した。
公立高校で無名という決して恵まれてはいない環境からの全国制覇と、ラグビー部生徒への体当たりの指導が多くの反響を呼び、1984年のTBS系土曜21時台のテレビドラマ『スクール☆ウォーズ』（馬場信浩原作）の主人公の滝沢賢治のモデルとなった。
教員としては「京都の教育現場に来て、伏見に行くことになりましたが、まずはほっとかれる子供がかわいそうでした。何らかの問題があるとしても、教師に相手にされない。自分としてはそこをどうにかしたかった。それが教員生活の始まりです。ラグビーをやることで違った自分に出会うんだということも伝えたかった。経験してほしかった」という考えを持っていたことを後に明かしている。
また、赴任当初、学校近くの喫茶店やお好み焼き店に休み時間になると生徒がたむろし、中には喫煙する生徒もいたものの、他の教員が見て見ぬ振りをしていた中、授業がない時に見回りをし、そのため生徒が店からいなくなったことから、店からは「疫病神」と呼ばれていたという。また、どんな親か、どんな家庭かを見定めるため、素行の悪い子の家庭訪問を行っていた。
1991年に脳膿瘍を患って長期入院した。

### 監督退任後
1998年、伏工から京都市役所に出向し、京都市スポーツ政策監となり伏工ラグビー部では総監督に退いた。2003年の定年後は京都市スポーツ政策顧問、京都アクアリーナ館長を歴任、2004年より浜松大学教授、ラグビー部特別顧問となる（監督は山口の教え子の薬師寺大輔＝日体大－元神戸製鋼、アドバイザーに伏工全国大会初優勝時のコーチだったスティーブ・ジョンソン）。
2007年より、環太平洋大学ラグビー部総監督に就任する（監督は伏工全国大会初優勝時のメンバーだった教え子の西口聡）。
2013年IRBラグビースピリット賞（国際ラグビー評議会・元国際ラグビーフットボール評議会より）を日本人として二番目に受賞した（一人目初受賞は同志社大学出身元大阪体育大学監督の坂田好弘）。

## 教え子たち
- 山本清悟 - 中学時代は「弥栄の清悟」としてその名を轟かせていた不良少年だったが、伏見工業入学後、山口の誘いでラグビーを始める。父子家庭に育ち、同じ境遇に育った山口の公私両面にわたる気遣いをきっかけにラグビーに没頭[1]、1977年の2年生の時に山口の指導で伏見工業高校初の高校日本代表となりオーストラリアへ遠征した。日本体育大学、奈良県庁を経て、奈良商工高校の保健体育教師・同校ラグビー部監督となり山口の意志を継いでいて2021年3月をもって定年退職した後も再雇用され4月以降も引き続きラグビーの指導を行なっている [6][7]。テレビドラマ『スクール☆ウォーズ』の大木大助のモデルになった人物でもあった。
- 小畑道弘 - 小畑建設を立ち上げ社長となり、母校である伏見工業高校のグラウンドの施工をした。また、少年ラグビーチームのヘッドコーチを務めている。テレビドラマ『スクール☆ウォーズ』の森田光男のモデルになった。なお、息子の健太郎も同校ラグビー部出身で帝京大学を経て現在は神戸製鋼コベルコスティーラーズに所属 [8][9]。
- 大八木淳史 - 学校法人芦屋学園理事長、元高知中央高等学校ラグビー部ゼネラルマネージャー、元ラグビー日本代表、タレント。
- 平尾誠二 - 伏見工業高校全国初制覇の時の主将、元ラグビー日本代表、元ラグビー日本代表監督。中学生の京都府秋季大会決勝戦で平尾を初めて見た山口はそのプレーにほれ込み、自ら平尾の自宅を訪ねて熱く夢を語りかけた。平尾は既に特待生として花園高校入学が決まりかけていたが、その誘いを受け伏見工業高校へ進学した[10]。
- 細川隆弘 - 元ラグビー日本代表
- 薬師寺利弥 - 光泉カトリック高等学校ラグビー部監督、元俳優。
- 高崎利明 - 伏見工業高校全国初制覇の時のメンバー、のち伏見工業高校ラグビー部監督、京都市立京都工学院高等学校副校長、伏見工業高等学校長[11] 兼 京都工学院高校ラグビー部GMなどを歴任した。

## 著書
- 『信は力なり ―可能性の限界に挑む―』　旬報社
- 『俺がやらねば誰がやる　高校ラグビー日本一監督熱血教育論』　講談社
- 『夢を活かす! ―熱血師弟の実践的子育て―』　講談社
- 『17歳を語る山口良治　―伏見工業高校ラグビー部総監督―』　アートヴィレッジ
- 『プロジェクトX ザ・マン　―すべては感動からはじまる―』　日本放送出版協会
- 『気づかせて動かす　―熱情と理のマネジメント―』　PHP研究所
- 『生きる力を伝えたい　―泣き虫先生の熱血教育論―』　幻冬舎
- 『熱き思いが壁を破る　―スクール・ウォーズ流 涙の教育論―』　PHP研究所

## 関連図書
- 『スクール・ウォーズ - 落ちこぼれ軍団の奇跡』馬場信浩著　光文社文庫

TVドラマ『スクール☆ウォーズ』の原作

## テレビ
- 『泣き虫先生と60人のラガーたち』　NHK
- 『ツッパリ生徒と泣き虫先生　～伏見工業ラグビー部・日本一への挑戦』　NHK（プロジェクトX〜挑戦者たち〜）